# تپه سیاه‌بید علیای ۷
تپه سیاه بید علیای ۷ مربوط به مس و سنگ است و در شهرستان کرمانشاه، بخش مرکزی، دهستان دورورد فرامان، ۵۰۰ متری شرق روستای سیاه بید علیا واقع شده و این اثر در تاریخ ۱۸ اسفند ۱۳۸۷ با شمارهٔ ثبت ۲۴۹۲۱ به‌عنوان یکی از آثار ملی ایران به ثبت رسیده است.